# Alejandro Valverde
Alejandro Valverde Belmonte (Las Lumbreras, Murcia, 25 de abril de 1980) es un exciclista de ruta español y seleccionador de la selección española de ciclismo. Fue profesional desde 2002 hasta 2022, corriendo en los equipos Kelme-Costa Blanca, Illes Balears-Caisse d'Epargne y Movistar.
Considerado como uno de los mejores ciclistas españoles de la historia, era un corredor completo y versátil, capaz de ganar tanto clásicas como vueltas por etapas. Destacó principalmente en la montaña, terreno en el que poseía una gran explosividad que le permitía desenvolverse con gran soltura en los puertos cortos y en las "cotas" de gran pendiente.
En su palmarés, tiene un total de 133 victorias como profesional; además, es ganador del UCI ProTour 2006 y 2008 y UCI WorldTour 2014 y 2015. Entre sus victorias más importantes se encuentran el Campeonato Mundial en Ruta 2018, 1 Gran Vuelta (Vuelta a España 2009) y 17 victorias de etapa repartidas entre las tres Grandes (1 etapa en el Giro de Italia, 4 etapas en el Tour de Francia y 12 etapas en la Vuelta España), la Flecha Valona 2006, 2014, 2015, 2016 y 2017, la Lieja-Bastoña-Lieja 2006, 2008 , 2015 y 2017, la Dauphiné Libéré 2008 y 2009, la Clásica de San Sebastián 2008 y 2014, la Volta a Cataluña 2009, 2017 y 2018, la Vuelta al País Vasco 2017 y la Vuelta a Burgos 2004 y 2009. Es uno de los pocos corredores en la historia en subirse al pódium en las tres Grandes Vueltas por etapas. A lo largo de su carrera disputó treinta y dos Grandes Vueltas y consiguió clasificarse veinte veces entre los diez primeros, encabezando la lista histórica de 'top ten' en Grandes Vueltas por etapas. Con siete podios (oro en Innsbruck 2018, plata en Hamilton 2003 y Madrid 2005, y bronce en Salzburgo 2006, Valkenburg 2012, Florencia 2013 y Ponferrada 2014), es el ciclista con más medallas conseguidas en la historia de los mundiales en ruta.
El 31 de mayo de 2010 el Tribunal de Arbitraje Deportivo (TAS) le impuso una sanción de dos años por su implicación en la Operación Puerto, no pudiendo volver a competir hasta el 1 de enero de 2012. Fue desposeído de todas sus victorias obtenidas en 2010.
Tras cumplir su sanción y estando veinte meses sin competir, participó en el Tour Down Under de 2012, donde logró la victoria en la etapa reina y quedó 2.º en la general, empatando en tiempo con el vencedor, Simon Gerrans.
En 2006 fue segundo en la Bicicleta de Oro a mejor ciclista del año, en 2014 tercero y en 2018 primero.

## Biografía
Nacido en Las Lumbreras, Murcia, Valverde proviene de una familia relacionada con el mundo de la bicicleta, su padre Juan era un corredor aficionado de bicicletas y le compró su primera bicicleta cuando tenía seis años de edad. Su hermano Juan Francisco fue aussi durante años de aficionados de carreras de ruta ciclista. La primera carrera de Valverde fue en Jumilla y terminó segundo. El fin de semana siguiente ganó su primera carrera en Yecla. Él obtuvo más de cincuenta victorias consecutivas entre los 11 y 13 años, ganándose el apodo de El Imbatido.

### Amateur
Corrió en el equipo amateur del Banesto y consiguió la victoria en la Copa de España de ciclismo en 2001 corriendo ya en el equipo amateur del Kelme. Fue también 3.º en los Juegos Mediterráneos de Ciclismo en Ruta ese mismo año. 

### Kelme (2002-2005)
Debutó como profesional en el año 2002 en las filas del equipo Kelme-Costa Blanca, dirigido por Vicente Belda. Ese año corrió su primera Gran Vuelta, la Vuelta a España, en la que se vio obligado a abandonar.

#### 2003: revelación de la temporada: podio en la Vuelta y plata en el Mundial
Se dio a conocer al gran público en la Vuelta a España de 2003, en la que fue 3.º en la general, solo superado por Roberto Heras y un sorprendente Isidro Nozal, en la que ganó dos etapas (las de alta montaña acabadas en Envalira y en Sierra de la Pandera) y el maillot de la combinada. Después disputó el Mundial, donde fue 2.º tan solo superado por su compatriota Igor Astarloa, tras imponerse al esprint en el grupo donde iban los favoritos.
No obstante, durante esta temporada Valverde ya había destacado en la primera parte, ya que conquistó la Challenge Vuelta a Mallorca, la Klasika Primavera y la Clásica de Ordizia, además de ganar etapas en la Vuelta al País Vasco y en la Vuelta a Aragón.

#### 2004: primeros Juegos Olímpicos y primeras victorias en pequeñas vueltas
En 2004 Valverde comenzó la temporada muy fuerte, conquistando por segundo año consecutivo la Challenge Vuelta a Mallorca. Además en la primera parte de la temporada también conquistó la Vuelta a Murcia y la Vuelta a la Comunidad Valenciana, secundadas por una etapa en la Vuelta al País Vasco y la victoria en la Klasika Primavera (también por segundo año consecutivo).
Luego disputó dos pequeñas vueltas en Castilla y León con un rendimiento inmejorable. Logró tres etapas en la Vuelta a Castilla y León y conquistó la general de la Vuelta a Burgos, también logrando tres etapas, incluyendo una exhibición en la etapa reina en las Lagunas de Neila.
Luego obtuvo la medalla de plata en el Campeonato de España en ruta, llegando a la meta tras su compañero Paco Mancebo.
En agosto de este año participó, sin demasiado éxito, en los Juegos Olímpicos de Atenas. Valverde era uno de los favoritos para la cita y formó la punta de lanza española junto a Óscar Freire e Igor Astarloa. Un mes después disputó la Vuelta a España, con el cuarto lugar de la general como resultado y en la que ganó la tercera etapa entre Burgos y Soria.

### Illes Balears/Caisse d'Epargne/Movistar (2005-2022)

#### 2005: primera victoria parcial en el Tour de Francia
A comienzos de ese año fichó por el equipo Illes Balears-Caisse d'Epargne.
Comenzó de nuevo el año conquistando la Challenge Vuelta a Mallorca y una etapa en la siempre prestigiosa París-Niza además de ser 2.º en la general tan sólo superado por el estadounidense Bobby Julich. También ganaría dos etapas en la Vuelta al País Vasco.
De cara al Tour de Francia 2005, primera ronda gala disputada por Valverde, se esperaba mucho de él, y no defraudó. En la primera etapa de montaña en los Alpes, más concretamente en Courchevel, se ascendía hasta la estación de esquí situada en lo alto del puerto. En la subida, de más de 20 kilómetros, el equipo Discovery Channel cambió el ritmo desde las primeras rampas, y el último gregario del equipo, Yaroslav Popovych, fue el encargado de lanzar a Lance Armstrong. El por entonces seis veces ganador del Tour pretendía irse sólo; pero Paco Mancebo, Ivan Basso, Michael Rasmussen y Valverde le siguieron. Basso no aguantó el ritmo y se descolgó rápidamente. Ya en el último kilómetro, Rasmussen atacó, Valverde fue a por él con el estadounidense a su rueda, y nada más cogerlo, Armstrong lanzó una fuerte acometida. Parecía que se iba a ir en solitario, pero Valverde sacó fuerza de flaqueza y se colocó detrás de este, y en los últimos 200 metros le superó con facilidad al esprint y ganó la etapa. Al pasar la meta, un incrédulo Armstrong felicitó a Valverde dándole la mano. Se hizo con el maillot blanco del mejor joven, aunque dos días después tuvo que abandonar el Tour al resentirse de un golpe en la rodilla sufrido en la contrarreloj por equipos, algo que le mantuvo apartado de la competición hasta el Mundial de ciclismo.
El Mundial de 2005, celebrado en Madrid, era poco propicio para la selección española al tratarse de un circuito totalmente llano y sufrir la ausencia de Freire, pero Valverde, en el último momento de la carrera, apareció, esprintó y logró la medalla de plata únicamente superado por el belga Tom Boonen.

#### 2006: doblete Flecha-Lieja
En 2006 comenzó la temporada con un gran nivel. Ganó etapas en algunas pequeñas vueltas, como una de la Vuelta a Murcia en su tierra natal u otra en la Vuelta al País Vasco
Luego llegaron las Clásicas de las Ardenas con un gran resultado para el murciano. Ganó la Lieja-Bastoña-Lieja (fue el primer español en imponerse en este monumento al ciclismo) y la Flecha Valona, consiguiendo el doblete de las Ardenas, lo que le permitió colocarse primero en la clasificación del UCI ProTour 2006. Semanas después consiguió una etapa del Tour de Romandía, en la que además fue tercero en la clasificación final tras Cadel Evans y su compatriota Alberto Contador.
Luego corrió el Tour de Francia con el objetivo de lograr el podio y conseguir alguna etapa, siendo el jefe de filas junto con Óscar Pereiro. Sin embargo en la tercera etapa, camino de Valkenburg, cuando marchaba 5.º en la general, sufrió una caída que le obligó a abandonar como el año anterior, debido a una fractura de su clavícula derecha. La nota positiva fue la victoria final en la ronda gala de su compañero Pereiro tras la descalificación de Floyd Landis.
Ya recuperado, ganó una etapa de la Vuelta ciclista a España en el Alto del Morredero, en la que se clasificó segundo detrás del kazajo Alexander Vinokourov. Sin embargo, el segundo supo a poco para el murciano ya que fue líder durante ocho jornadas, perdiendo dicho maillot amarillo tras una pájara en la decimoséptima etapa camino de Granada (previo paso por Sierra Nevada).
Días más tarde, en el Mundial de Salzburgo, consiguió la medalla de bronce al cruzar la línea de meta tras Paolo Bettini y Erik Zabel en un esprint reducido, después ser lanzado por un Samuel Sánchez que llegaría cuarto. Valverde concluyó la temporada haciéndose con el triunfo final en la clasificación individual del UCI ProTour. Al finalizar la temporada fue galardonado con la Bicicleta de Oro.

#### 2007: decepcionante temporada
El año 2007 empezó con las victorias absolutas de la Vuelta a la Comunidad Valenciana y la Vuelta a Murcia (más una etapa), así como una etapa de la Clásica de Alcobendas. Sin embargo, comenzó a sufrir un marcaje especial por parte de sus contrincantes, lo que le llevó a tener que conformarse con segundos y terceros puestos. Durante este tramo inicial de la temporada se rumoreó insistentemente sobre un supuesto interés del T-Mobile por hacerse con los servicios de Valverde. Posteriormente logró su segunda medalla de plata en el Campeonato de España en ruta, al llegar en segunda posición a la meta de Cuenca solo por detrás de Joaquim Rodríguez.
Tras finalizar sexto en la clasificación general del Tour de Francia 2007 demostrando que le falta algo de fondo para aguantar las tres semanas de una prueba tan dura y los puertos largos y tendidos de la ronda gala, quedó tercero en la Clásica de San Sebastián del mismo año, y obtuvo la segunda posición en la Vuelta a Burgos. En la Clásica de los Puertos terminó segundo nuevamente, mientras que esa temporada no disputó la Vuelta a España.
De cara al Mundial de ciclismo 2007, celebrado en la ciudad alemana de Stuttgart, la Unión Ciclista Internacional (UCI) intentó impedir la participación de Valverde alegando su presunta implicación en la Operación Puerto, a pesar de no existir indicios legales que lo demostraran. La UCI declaró que "era conveniente la exclusión del ciclista por la reputación de la prueba". También se llegó a decir que la UCI abriría expediente al corredor por no asistir a un control sorpresa. Sin embargo, Valverde demostró que había avisado previamente a la UCI de su cambio de planificación, consistente en su asistencia a una prueba en los Países Bajos, donde incluso llegó a pasar un control antidopaje. Ante las intenciones del representante de Valverde de querellarse contra aquellos que trataran de ensuciar la imagen del corredor, la UCI manifestó que efectivamente el corredor no había cometido ninguna irregularidad. La Real Federación Española de Ciclismo (RFEC) y el Consejo Superior de Deportes siempre mantuvieron su apoyo a Valverde, y ante la falta de indicios legales, confirmaron la presencia del ciclista en los Mundiales, a pesar del máximo organismo internacional. Finalmente, el corredor recurrió al Tribunal Arbitral del Deporte a través de la RFEC, a pocos días de disputar el Campeonato del Mundo. El TAS certificó la ausencia de pruebas acusatorias contra Valverde, y su derecho a participar en cualquier competición de la UCI, incluyendo los Mundiales de Stuttgart. A pesar de la polémica, Valverde no tuvo demasiada suerte en un Mundial que volvió a ganar Paolo Bettini por segundo año consecutivo.

#### 2008: más victorias

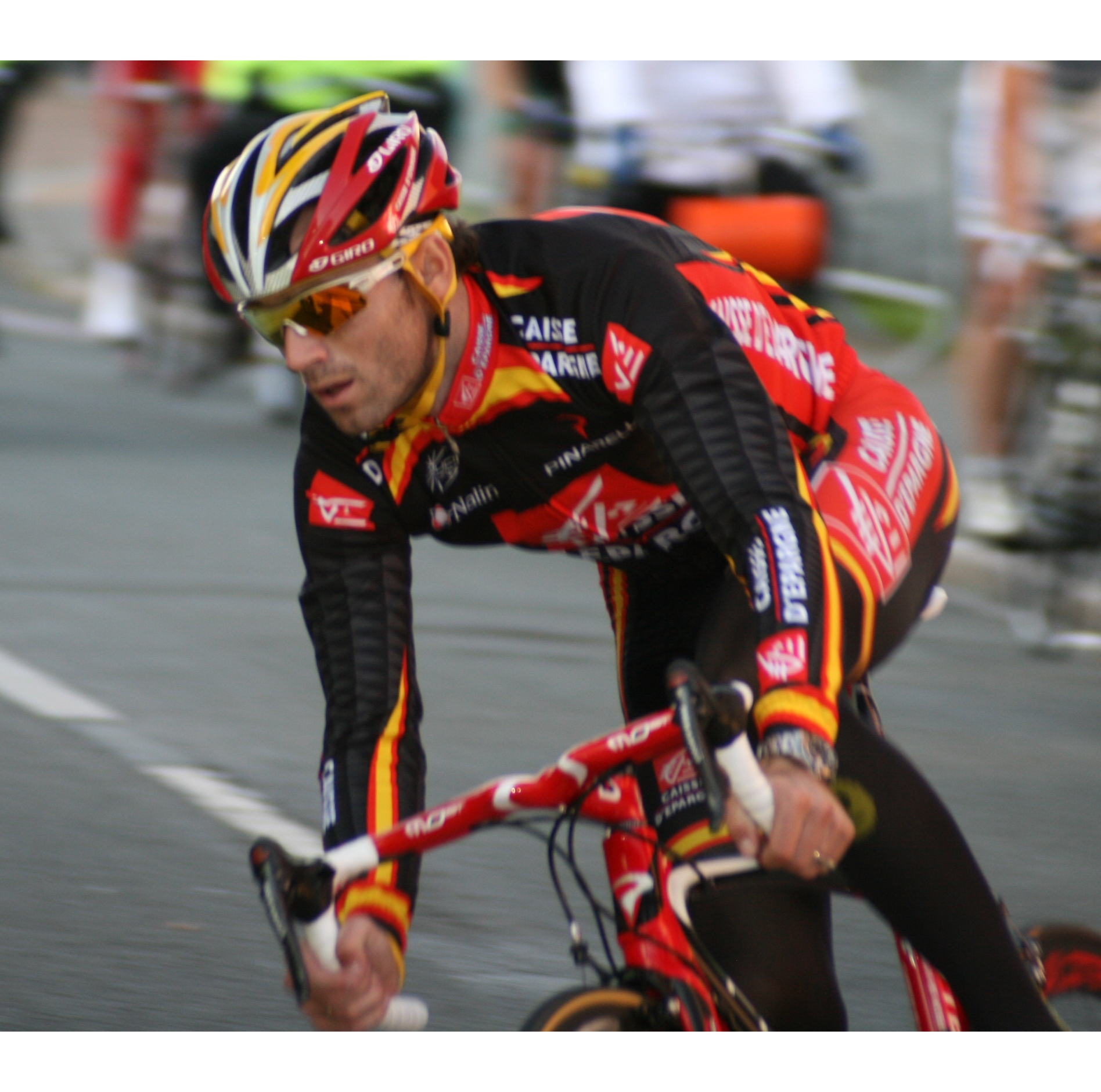
Con el maillot de campeón de España, en 2008, con la bandera en el cuello y en las mangas.

En 2008 comenzó la temporada ganando de nuevo su carrera talismán y de casa, la Vuelta ciclista a Murcia, conquistando también una etapa de la misma. Ganó la clásica París-Camembert.
Luego llegaron las clásicas y Valverde terminó 3.º la Amstel Gold Race (Maastricht-Valkenburg), solo superado por Damiano Cunego y Frank Schleck. En la Flecha Valona se le atragantó el muro de Huy y terminó 21.º, en una jornada marcada por la intensa lluvia. Poco después ganó la Lieja-Bastoña-Lieja (por segunda vez en su carrera y subiendo al podio por tercera vez consecutiva) al imponerse a Davide Rebellin y Frank Schleck gracias a su conocida punta de velocidad en las llegadas reducidas.
En junio, durante su preparación para el Tour de Francia, ganó la general de la Dauphiné Libéré, en la que también logró dos etapas (una de ellas contrarreloj). El ciclista comentó que "He vencido al puro estilo de Indurain". Valverde se impuso también en el Campeonato de España de ciclismo en ruta, logrando el maillot de campeón y la medalla de oro por primera vez en su carrera.

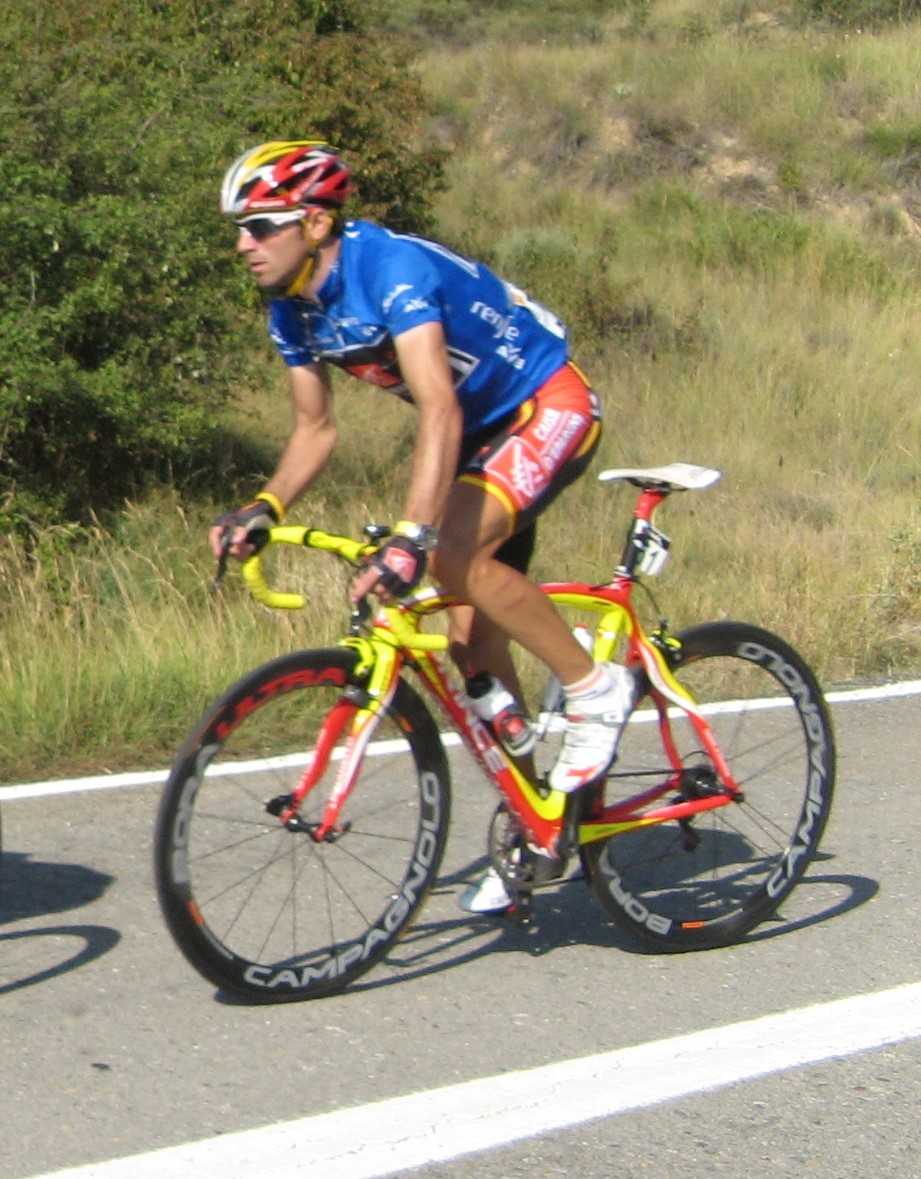
En la Vuelta a España 2008, en la que ganó una etapa. En la imagen viste el maillot azul de los puntos, que finalmente no ganaría.

Tras los buenos resultados de junio, Valverde acudió como uno de los favoritos de cara a la general del Tour de Francia celebrado en julio. Tras un inicio en el que ganó la primera etapa acabada en un repecho en Plumelec (vistiendo durante dos días el maillot amarillo de líder), no pudo mantenerse en lo más alto de la clasificación tras las etapas de alta montaña, finalizando 9.º en la general tras un desfallecimiento en el Col du Tourmalet. Días después tras la sanción a Riccardo Riccò le fue otorgada la sexta etapa con final en Super Besse (tras haber sido inicialmente 2.º) y ascendió hasta el 8.º puesto en la clasificación final tras la descalificación de Bernhard Kohl (que había sido tercero).
El 3 de agosto ganó la Clásica de San Sebastián. El 9 de agosto participó en la prueba en ruta de los Juegos Olímpicos de Pekín 2008 (su segunda Olimpiada), finalizando 13.º en una carrera en la que se proclamó campeón olímpico su compatriota Samuel Sánchez.
Con la lesión de Óscar Pereiro en el Tour de Francia, Alejandro acudió como líder del Caisse d'Epargne a la Vuelta ciclista a España. Ganó la 2.ª etapa (Granada-Jaén), lo que le valió para vestir el maillot oro de líder durante una jornada. En la 12.ª etapa (Burgos-Suances), estando 4.º en la clasificación general, se quedó cortado, tras bajar al coche de equipo a por el chubasquero, en el ascenso del Alto del Caracol, situación que el grupo de los favoritos aprovechó para aventajarle en más de 3 minutos. En el ascenso al Angliru, en la siguiente etapa, se resarciría quedando segundo, solo por detrás de Alberto Contador. En la cronoescalada a Navacerrada consiguió ser 3.º (igualado a tiempo con Contador, 2.º), lo que le sirvió para colocarse 5.º en la general final.
Valverde ganó en 2008 la clasificación del UCI ProTour, imponiéndose en esta clasificación por segunda vez en su carrera.

#### 2009: Operación Puerto y primera Vuelta a España

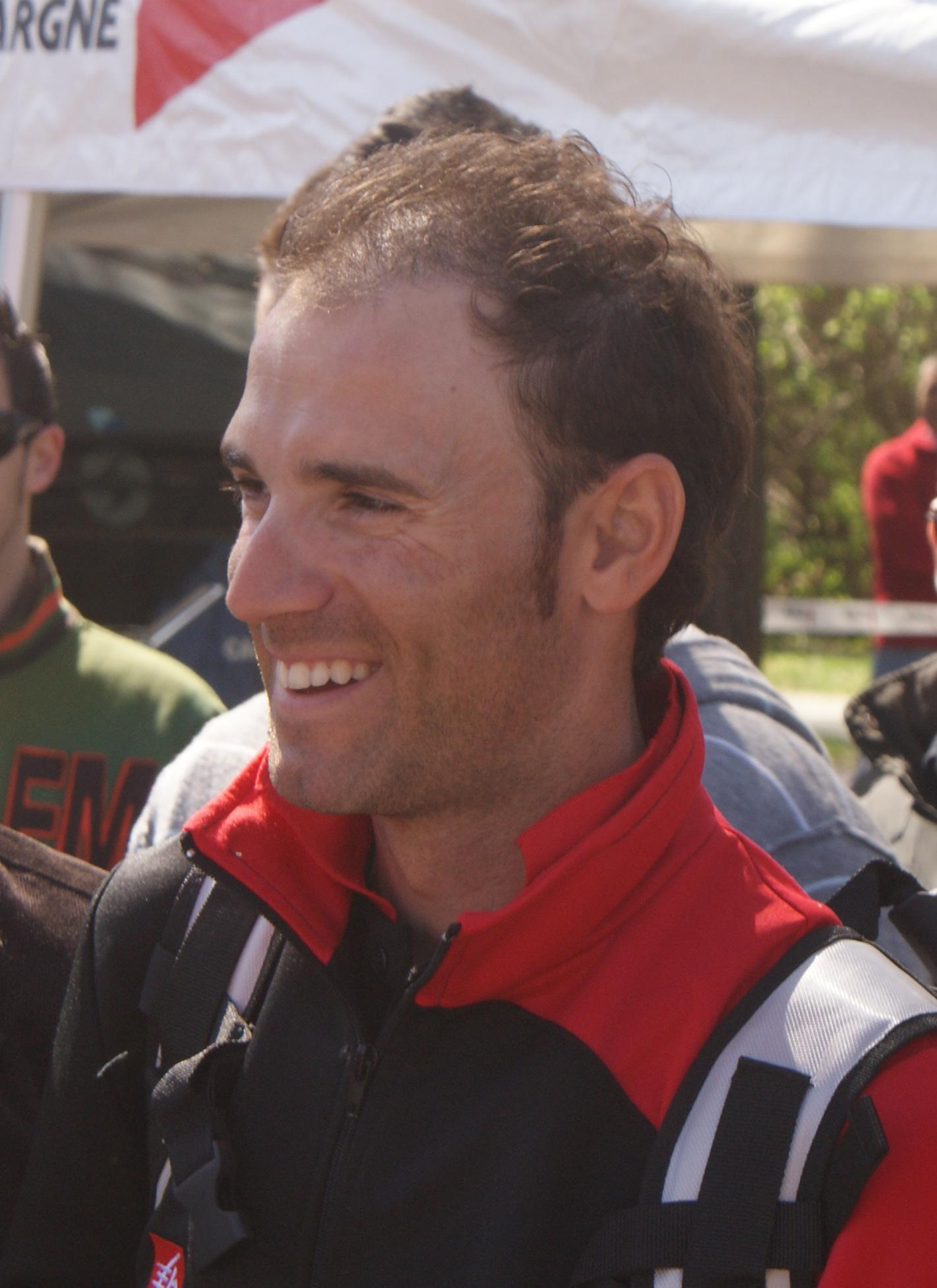
Alejandro Valverde en la Vuelta a Castilla y León 2009.

En esta temporada, Valverde decidió cambiar su preparación y correr en menos carreras durante la primavera (donde suele lograr buenos resultados) para llegar mejor al Tour de Francia y a ganar la clasificación general de la ronda gala, su sueño.
El 11 de febrero se anunció un proceso conocido como Caso Valverde, que investiga la implicación de Valverde en la Operación Puerto, una operación que desarticuló una red de dopaje liderada por el controvertido doctor Eufemiano Fuentes.
Esta investigación fue iniciada por el Comité Olímpico Nacional Italiano, cuyo procurador antidopaje Ettore Torri logró a principios de 2009 que la jueza suplente del Juzgado de Instrucción n.º 31 de Madrid facilitase 42 muestras incautadas por la Guardia Civil durante los registros del 23 de mayo de 2006 en Madrid. Según Torri, tras cotejar la sangre de una de esas bolsas (la bolsa con el nombre en clave 18- Valv.Piti) con la sangre de Valverde (obtenida en la etapa del Tour de Francia 2008 con final en Italia) mediante la prueba del ADN, se habría identificado y confirmado a Valverde como cliente de la red de dopaje de Eufemiano Fuentes desarticulada en la Operación Puerto. Torri pidió en consecuencia que fuera sancionado con una suspensión de dos años.
El 11 de mayo de 2009, el Tribunal Nacional Antidopaje del CONI (máximo organismo deportivo italiano), atendiendo a las pruebas presentadas y a la petición de Torri, consideró probado que Valverde era cliente de la red de dopaje del Dr. Fuentes desarticulada en la Operación Puerto y sentenció una sanción de dos años de suspensión para Valverde en territorio italiano, que podría ser universalizada por la UCI a todo el mundo.

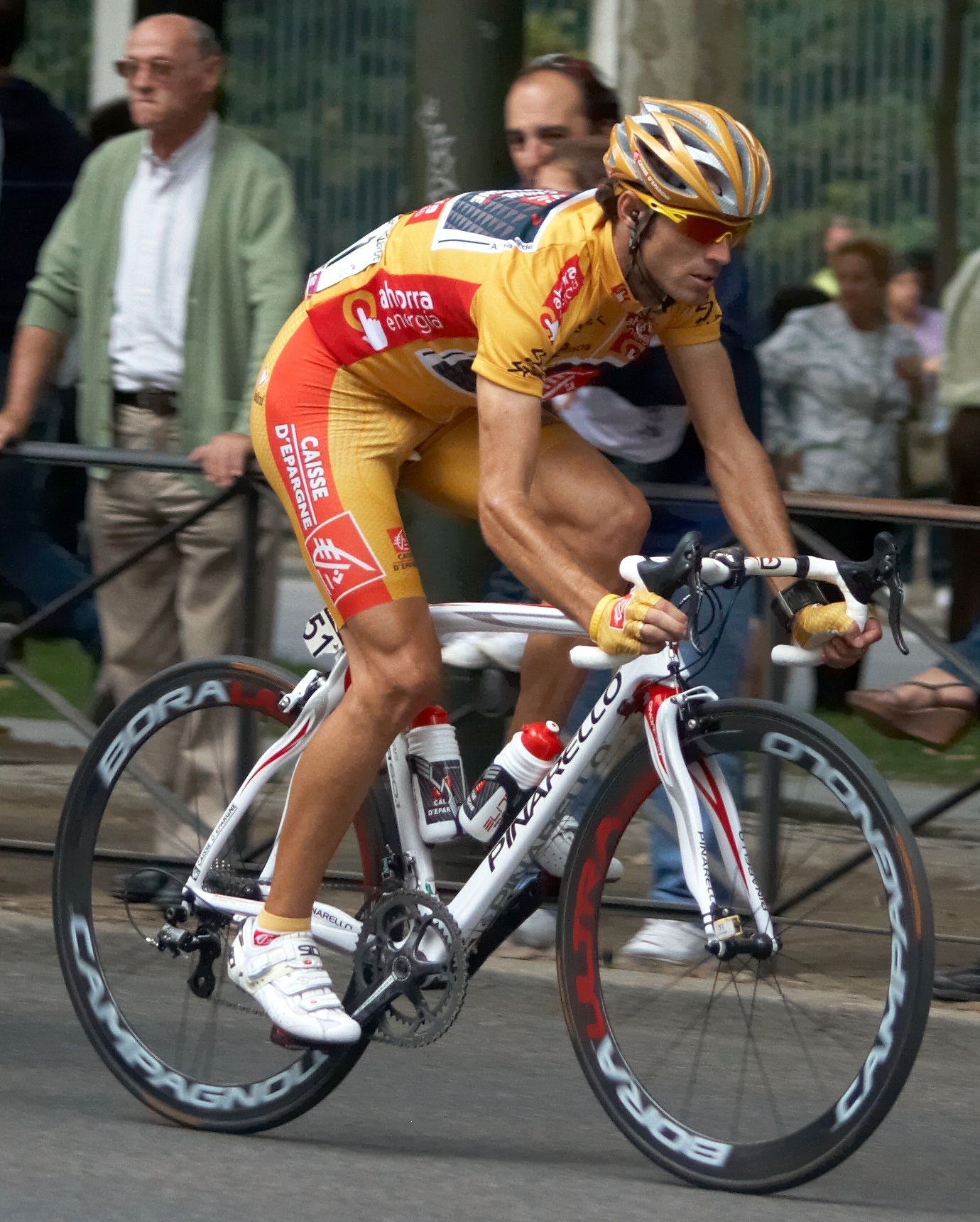
Valverde con el jersey oro durante la última etapa de la Vuelta a España 2009.

Valverde, que siempre ha negado las acusaciones y ha defendido su inocencia, recurrió ante el TAS, que dará una sentencia definitiva.
A la espera de las decisiones del TAS y la UCI, Valverde siguió compitiendo fuera de Italia, logrando victorias de etapa en la Vuelta a Castilla y León y ganando la Klasika Primavera. Tras correr las clásicas de la Ardenas y el Tour de Romandía, ganó la Volta a Cataluña. Como antesala del Tour en el que no participaría, venció en la Dauphiné Libéré; batiendo a Cadel Evans y a Alberto Contador, segundo y tercero respectivamente.
El 9 de agosto se proclamó ganador en la general de la Vuelta a Burgos por segunda vez en su carrera deportiva. Posteriormente volvió a Sierra Nevada (donde ya había estado antes de ganar en Burgos) para afinar su puesta a punto de cara a la Vuelta, reconvertida en su gran objetivo de la temporada, a la que acudiría como jefe de filas del equipo y uno de los favoritos para el triunfo final.
En septiembre, Alejandro se proclamó ganador de la Vuelta a España, siendo la primera vuelta de tres semanas en su palmarés. Le acompañaron en el podio Samuel Sánchez (Euskaltel-Euskadi) y Cadel Evans (Silence Lotto). Se vistió de líder en la novena etapa, con final en Xorret de Catí, y ya no abandonó el liderato hasta el final (trece etapas de líder). No pasó excesivos apuros, salvo en la etapa de La Pandera, en la que sufrió un desfallecimiento momentáneo. Además de la general, ganó también la clasificación de la combinada, así como una etapa -la decimonovena, en La Granja, que recibió tras ser sancionado el vencedor original,  Juanjo Cobo-.
Finalizó la temporada disputando el Mundial de ruta en la localidad de Mendrisio (Suiza), en el que tras estar toda la prueba en el grupo de favoritos, no pudo entrar finalmente en el corte bueno para buscar la victoria, lo que si logró su compañero Joaquim Rodríguez que fue bronce, y finalizó en el puesto noveno, lo que supo a poco dadas las grandes expectativas creadas tras su triunfo en la Vuelta a España. Acaba siendo nombrado como mejor deportista del año de la Región de Murcia.

#### 2010: sanción por dopaje
Comenzó bien la temporada imponiéndose en el Tour del Mediterráneo y siendo segundo en la París-Niza y en el G. P. Miguel Induráin. Posteriormente tomó parte en la Vuelta al País Vasco, donde logró dos victorias de etapa, una de ellas por la polémica descalificación de Óscar Freire. Después se impuso en el Tour de Romandía, donde además consiguió una etapa.

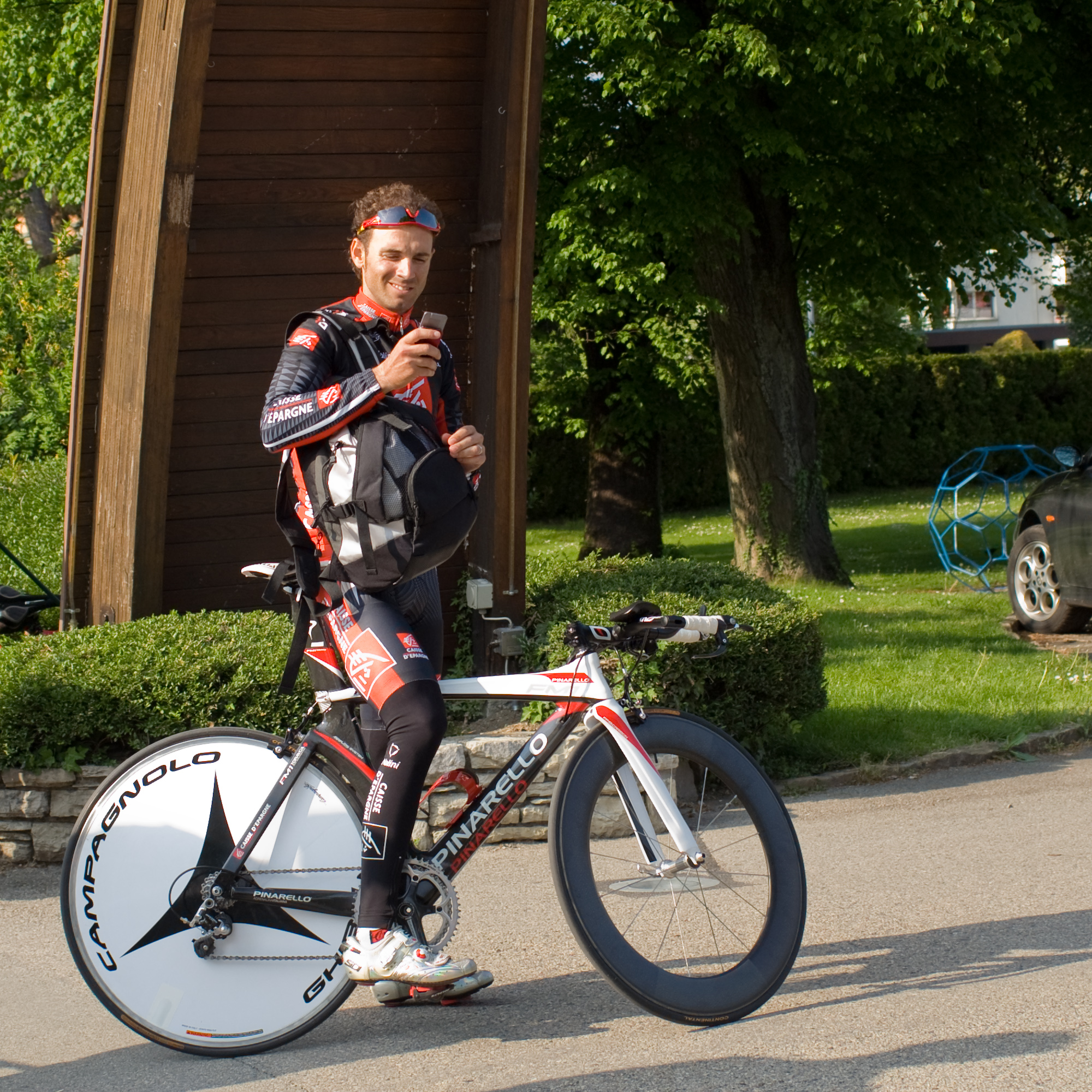
Alejandro Valverde, en el Tour de Romandía 2010.

Después de esos éxitos, fue sancionado con dos años de suspensión desde enero de 2010 hasta enero de 2012. Los logros obtenidos en 2010 fueron anulados. No obstante el corredor recurrirá ante el Tribunal Federal Suizo, cuyas decisiones son recurribles ante el Tribunal Europeo de Derechos Humanos.
Valverde se defendió atacando. Y acusó a un compañero del pelotón y excompañero de equipo. El ciclista murciano, vencedor de la última Vuelta a España pero declarado culpable de dopaje el martes por el Tribunal de Arbitraje Deportivo (TAS), indicó en su defensa que la bolsa 18 de plasma sanguíneo intervenida en la Operación Puerto con la etiqueta "18 Valv. (Piti)" pertenecía en realidad a Ángel Vicioso, un ciclista aragonés que fue compañero suyo en el equipo Kelme. En el folio 42 de la resolución del TAS se puede leer que la defensa de Valverde argumentó que "el atleta número 18 [de los documentos codificados de la Operación Puerto] no era Valverde sino Angelo Vicioso". La sentencia del tribunal desmonta en el siguiente folio la tesis de Valverde y sus abogados."En cuanto a la pretendida identificación de Vicioso como el atleta número 18 del código del doctor Fuentes, como se señaló en la audiencia, los documentos de la Operación Puerto precisan que Vicioso está identificado realmente como el atleta número 16 y no el 18 (que es simplemente el número del dossier que contiene los documentos de Vicioso)", señala el párrafo del tribunal. La argumentación desmonta de forma contundente la acusación de Valverde hacia Vicioso. También derribó con dureza otros argumentos de la defensa como el hecho de que no tenía ninguna perra llamada Piti (lo que ha contrarrestado el TAS con el testimonio del periodista Enrique Iglesias, de As) o que no conocía a Eufemiano Fuentes, cerebro de la trama de dopaje. El TAS establece que Valverde se sometió a un plan de dopaje dirigido por Fuentes quien le reinyectó sangre el 7 de abril de 2005. Y sentencia que la bolsa 18 de plasma (que contenía EPO) es de Valverde tras el análisis de ADN practicado en Roma.

#### 2012: regreso triunfal
Comenzó la temporada el 17 de enero en el Tour Down Under, imponiéndose en la etapa reina y quedando 2.º en la clasificación general con el mismo tiempo que el vencedor, Simon Gerrans. Posteriormente participó en la Vuelta a Andalucía, donde logró ganar una etapa y la clasificación general (además de las clasificaciones secundarias por puntos, combinada y mejor español). Asimismo se adjudicó la tercera etapa en la París-Niza y subió al podio como tercer clasificado de la carrera, lo que supuso un comienzo de temporada espectacular tras más de año y medio fuera del ciclismo profesional.

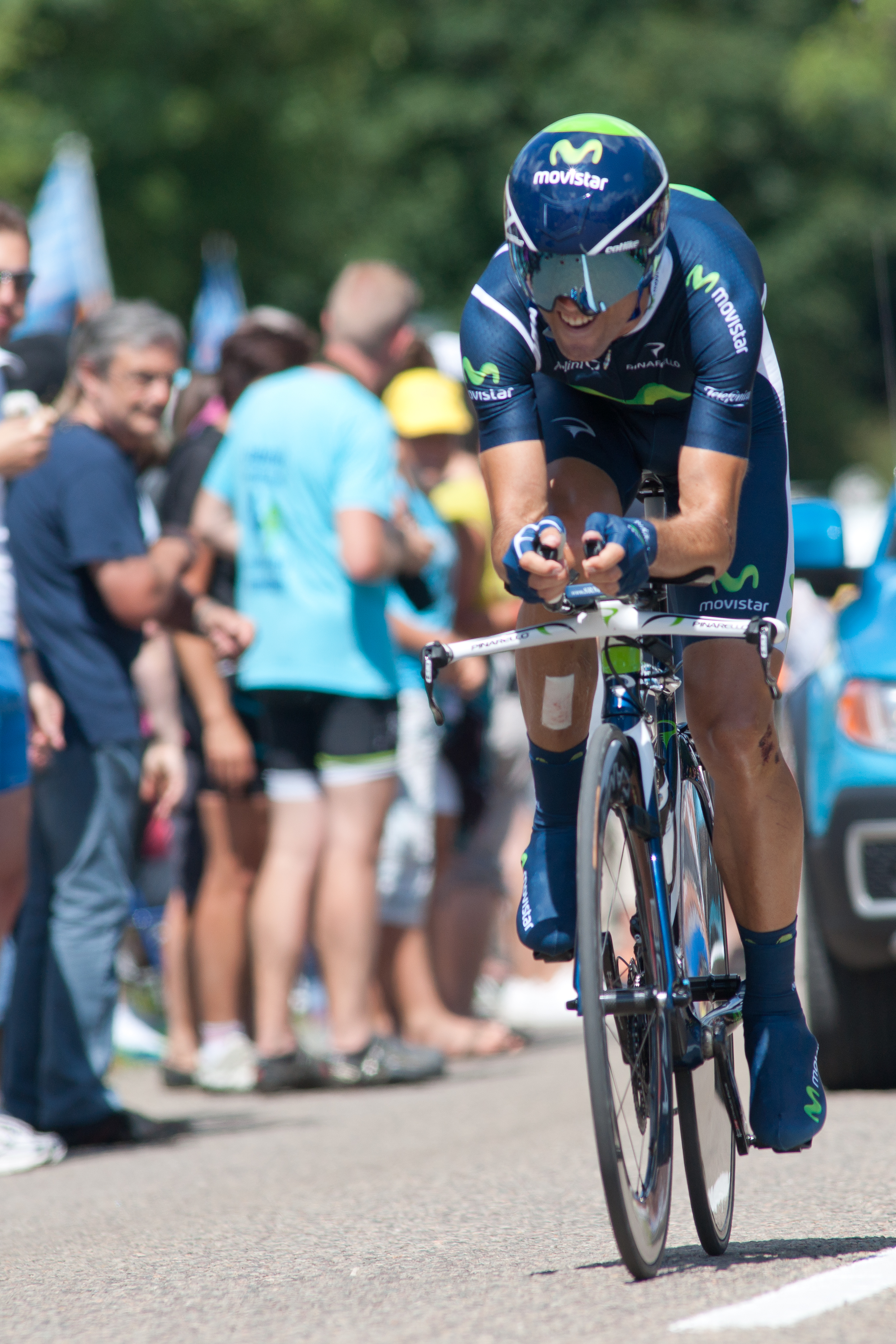
Valverde, en el Tour de Francia 2012.

Este mismo año regresa al Tour de Francia donde no había competido desde 2008. El 19 de julio ganó su cuarta y última etapa en el Tour de Francia hasta el momento, etapa que transcurría desde Luchon hasta Peyragudes tras una larga fuga en la que fue ayudado por sus compañeros de equipo Rubén Plaza y Rui Costa a marcharse en solitario en el Port de Balès. En el puerto final de Peyragudes, Valverde supo sufrir y llegar con una ligera ventaja sobre el grupo de favoritos en el que destacaban Chris Froome (quien cambió el ritmo unas cuantas veces en busca de cazar al español) y Bradley Wiggins. El murciano lograba por fin desquitarse de una edición muy desafortunada para él, ya que su principal objetivo era la general, aunque debido a caídas, lesiones y pinchazos, perdió todas sus posibilidades durante la primera y segunda semana. Acabó finalmente el 20.º en la general.
A finales de agosto, disputó la prueba en ruta de los Juegos Olímpicos de Londres 2012, como principal baza del equipo español tras la baja por lesión del actual campeón olímpico, Samuel Sánchez y del tres veces campeón del mundo, Óscar Freire. Sin embargo la prueba no salió todo lo bien que tanto Valverde como el equipo español hubieran querido, ya que el murciano fue el 18.º y el mejor español fue Luis León Sánchez en el 14.º puesto. La carrera fue ganada sorprendentemente por el kazajo Alexander Vinokurov.
Sin entrar inicialmente en sus planes para la temporada, finalmente participa en la Vuelta a España, donde destaca de un modo brillante, consiguiendo alzarse con la segunda posición en la clasificación general tan solo superado por Alberto Contador, además de obtener la victoria en 2 etapas (la acaba en el Santuario de Arrate y en el Collado de la Gallina, la clasificación de los puntos y la clasificación combinada. El broche final de una gran temporada lo logra con la medalla de bronce en el Campeonato del Mundo en Ruta. Al final de su exitosa campaña, fue galardonado con el Premio AS del deporte junto con Contador y Joaquim Rodríguez tras la brillante actuación de los tres en la reciente Vuelta a España.

#### 2013: nueva decepción en el Tour y podio en la Vuelta
Comienza la temporada ganando el trofeo Serra de Tramuntana que le sirvió como preparación para ganar la Vuelta a Andalucía. En la misma Vuelta a Andalucía conquistó dos etapas: la contrarreloj inicial en San Fernando y la última etapa con un final sinuoso en Rincón de la Victoria. También participó en la Volta a Cataluña en la que llegó a vestir el maillot blanco de líder una jornada, antes de perderlo debido a un desfallecimiento camino de Port Ainé.
Hace las Clásicas de las Ardenas logrando un 2.º en la Amstel Gold Race ganando al esprint en el grupo de los favoritos, 7.º en la Flecha Valona y queda 3.º en la Lieja-Bastoña-Lieja por detrás de Daniel Martin y su compatriota Joaquim Rodríguez.

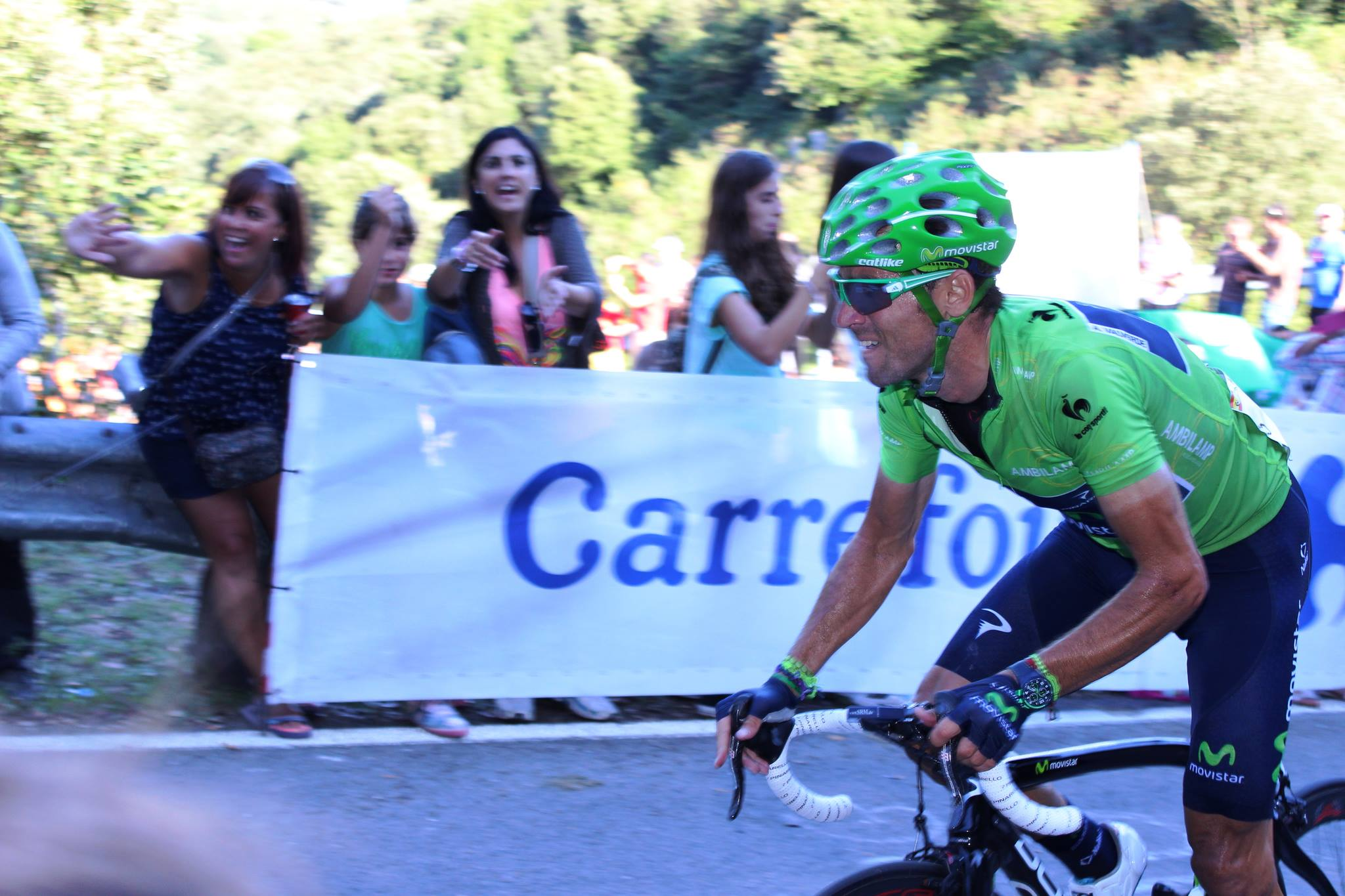
Valverde con el maillot verde durante la subida a Peña Cabarga en la Vuelta a España 2013.

Participó en el Critérium del Dauphiné para llegar bien de forma al Tour. Acabó en una discreta 7.ª posición en la general. En el Tour de Francia quedó 8.º en la general ayudando a su compañero y joven promesa en el futuro del ciclismo Nairo Quintana a lograr el podio. Valverde perdió sus aspiraciones a la general por culpa de una avería en la etapa 13, cuando estaba en la 2.ª posición de la general y tras haber realizado grandes etapas en la montaña.
En la Clásica de San Sebastián queda 2.º por detrás de un sorprendente Tony Gallopin. Como la temporada anterior compite en la Vuelta a España en la que ganó el maillot de puntos y quedó 3.º en la general.
En el Campeonato del Mundo logra quedar 3.º tras Joaquim Rodríguez (plata) y del oro que se embolsó su coequipier Rui Costa. Finalmente, acaba el año logrando un muy buen resultado en Lombardía quedando 2.º. Un año más acaba como mejor deportista murciano.

#### 2014: sin podio en el Tour y 3.º en la Vuelta
Comienza el año venciendo en la general de la Vuelta a Andalucía, además de conseguir las tres primeras etapas (una de ellas en contrarreloj, al igual que el año anterior y las otras dos de montaña). También ganaría la general por puntos, la de la combinada y la de primer ciclista español También se adjudica la carrera de su tierra la Vuelta a Murcia.
Tendría una destacada participación en las carreras de primavera, ganando la Roma Maxima, el Gran Premio Miguel Induráin y la Flecha Valona con absoluto convencimiento. Además logró el segundo puesto en la Lieja-Bastoña-Lieja por detrás de Simon Gerrans. Además en la Amstel Gold Race se quedó muy cerca del podio finalizando en el 4.º puesto final tras ser batido en el esprint final de nuevo por Gerrans.
Luego consiguió ganar el Campeonato de España de Contrarreloj (demostrando su buen estado también durante los últimos tiempos en cronos), y fue segundo en el de Ruta, haciendo un buen gesto con su compañero de equipo Ion Izagirre, ya que ambos entraron juntos en meta y Valverde le dejó ganar.

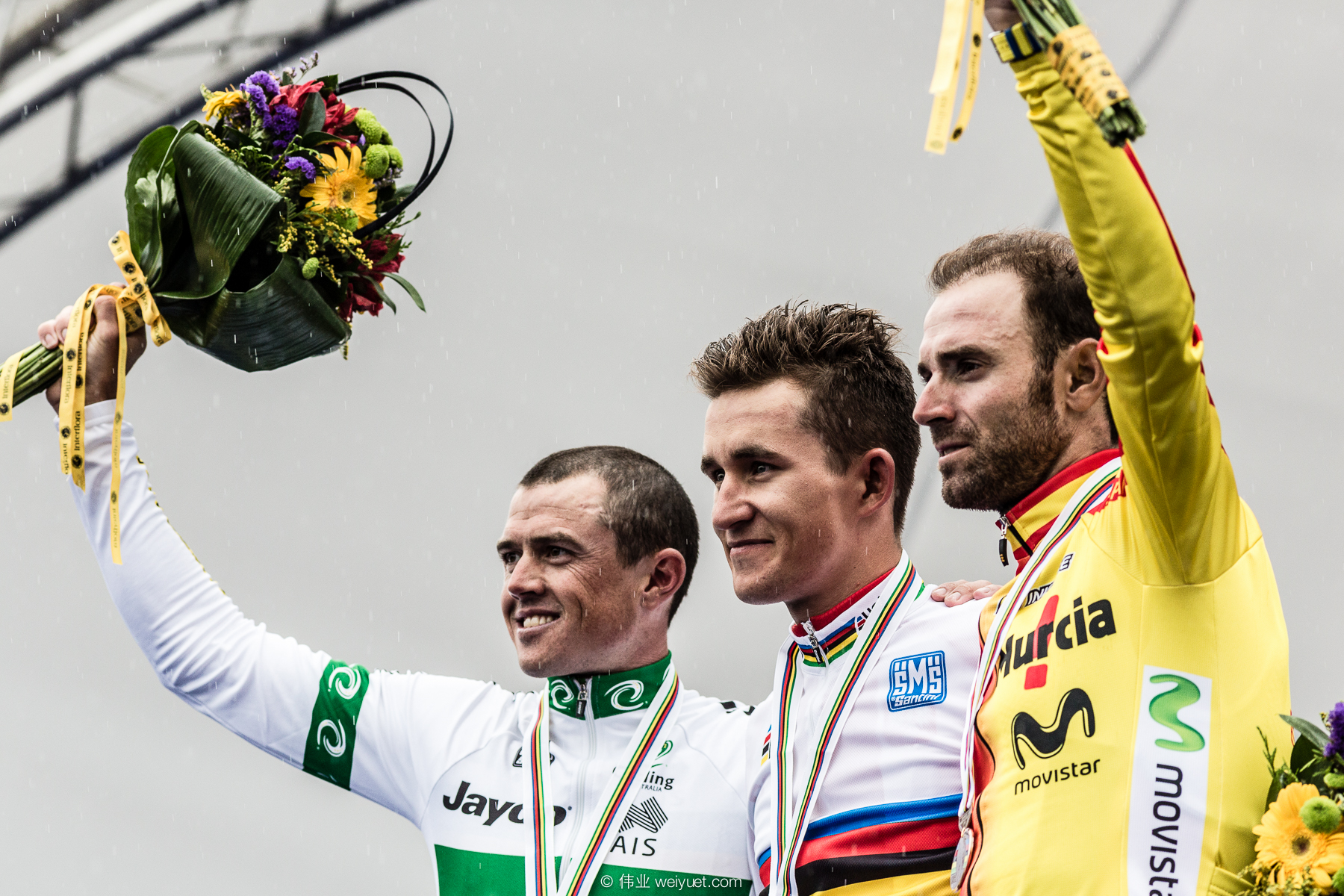
Valverde (3.º) con Kwiatkowski (1.º) y Gerrans (2.º) en el Campeonato mundial 2014 en Ponferrada.

Luego llegaba su gran objetivo del año, el Tour de Francia. Curiosamente este año no corrió ni el Critérium del Dauphiné ni la Vuelta a Suiza como preparación para la ronda gala. Tras las dos primeras semanas de la carrera, iba 2.º en la general por detrás de Vincenzo Nibali, pero en los Pirineos se desfondó y perdió mucho tiempo, llegando 4.º a la última contrarreloj por detrás de los franceses Jean-Christophe Péraud y Thibaut Pinot. Era favorito al pódium por delante del segundo francés, pero realizó una mala crono, quedándose una vez más a las puertas del podio en el Tour. Luego se resarció de su mal sabor de boca al ganar la Clásica de San Sebastián por delante de Joaquim Rodríguez.
Otra vez más, corrió la Vuelta a España en la que estaban también Alberto Contador, Christopher Froome, Joaquim Rodríguez y su compañero Nairo Quintana, entre otros. En la segunda etapa ya era líder, pero lo perdió al día siguiente. Sin embargo en la sexta etapa lo recuperó tras vencer en la primera llegada en alto, en Cumbres Verdes. Volvió a perderlo en manos de Quintana, el líder del equipo. Sin embargo, Quintana se cayó y tuvo que abandonar en la decimoprimera etapa por lo que Valverde pasó a ser el único jefe de filas del equipo y logrando el tercer lugar en la general por detrás de Contador y Froome.
Tras quedar de nuevo tercero en el Campeonato mundial de ciclismo en ruta disputado en casa, en Ponferrada, una semana más tarde ocuparía la segunda plaza en el Giro de Lombardía por detrás de Daniel Martin, lo que le valió para ganar la clasificación del UCI WorldTour, imponiéndose en esta clasificación por tercera vez en su carrera. De nuevo acaba galardonado como mejor deportista de la Región de Murcia.

#### 2015: doblete en las Ardenas y por fin podio en el Tour
Comienza el año en la Challenge Ciclista a Mallorca donde en el 2.º trofeo obtiene el 2.º puesto, al día siguiente en el Trofeo Serra de Tramontana consigue la victoria tras atacar a 40 km de meta y realizar los 30 últimos kilómetros en solitario. Días después comienza la gira asiática compuesta por Tour de Dubai, Tour de Catar y Tour de Omán en las cuales se muestra muy activo siendo 2.º en una etapa en Dubái y 4.º en la general, ayudando José Joaquín Rojas a ganar la primera etapa del Tour de Catar y siendo 2.º y 3.º en dos etapas de Omán y 3.º en la general.

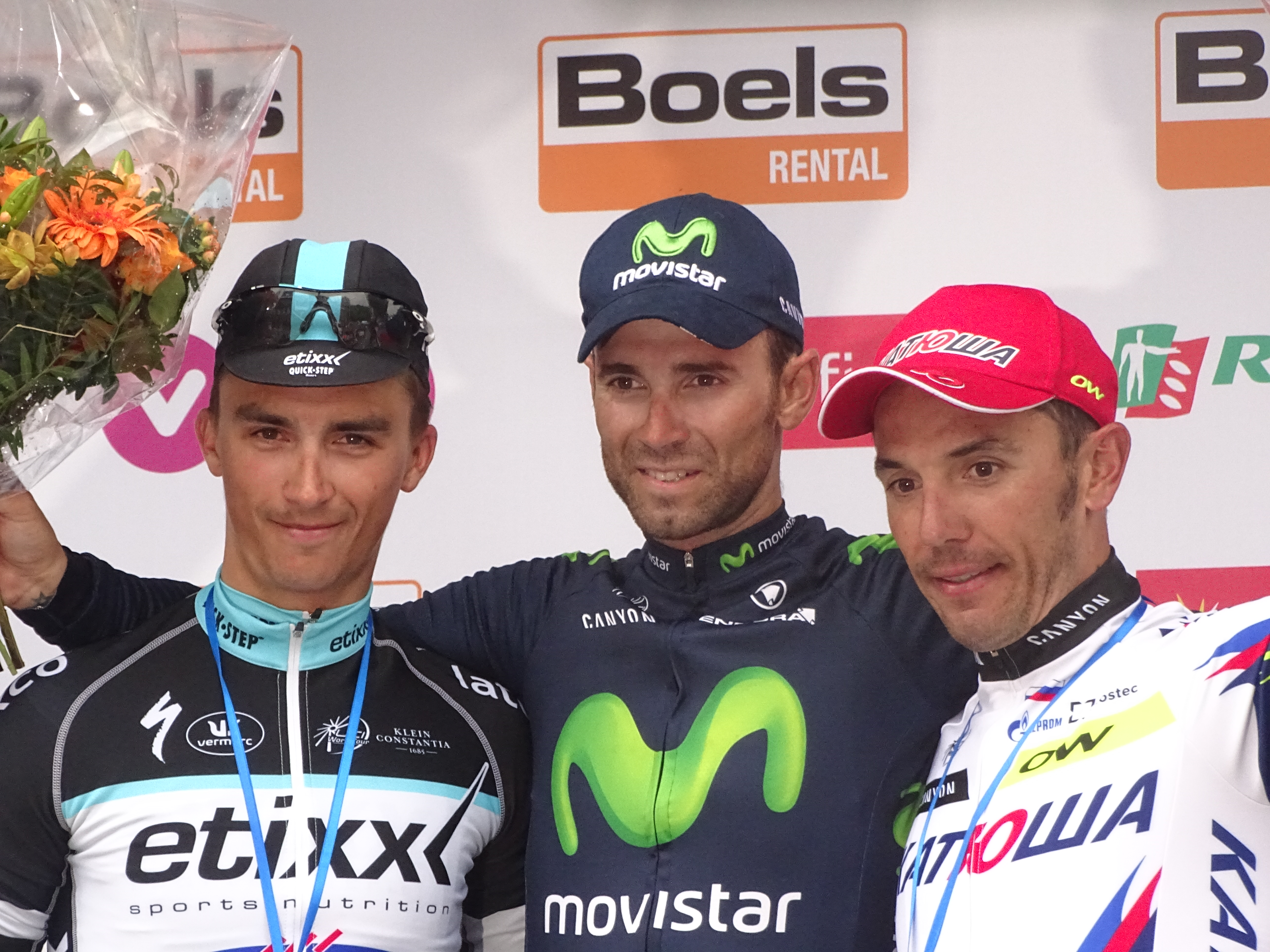
Pódium de la edición 2015 de la Lieja-Bastoña-Lieja: Julian Alaphilippe (2.º), Alejandro Valverde (1.º) y Joaquim Rodríguez (3.º).

Después de la gira asiática, renuncia por sorpresa a la Vuelta a Andalucía que llevaba ganando los últimos tres años y se presenta en la salida de la clásica italiana Strade Bianche en la cual rompe la carrera a 50 km de meta llevando en gran medida el peso de la carrera y jugando a ganador. En los últimos kilómetros se queda en cabeza de carrera con Greg Van Avermaet y Zdeněk Štybar siendo batido por estos en la última subida, ya en Siena, en la Vía Santa Caterina, quedando en tercera posición. Unas semanas después participa en la Milán-San Remo donde no tuvo opciones de disputarla terminando 20.º. En la Volta a Cataluña gana 3 etapas quedando 2.º en la general, a sólo 4 segundos del ganador Richie Porte.
En las clásicas de las Ardenas, comenzó con un segundo puesto en la Amstel Gold Race por detrás de Michał Kwiatkowski, después ganó por tercera vez en su carrera la Flecha Valona y acabó también ganando por tercera vez en su carrera la Lieja-Bastoña-Lieja después de mantenerse en cabeza del pelotón de favoritos, responder al ataque a falta de 1 km de Dani Moreno y ganando al esprint al resto que le habían seguido, ganando así con una exhibición su tercer monumento ciclista. De esta forma repetía el doblete Flecha-Lieja que ya lograra en 2006.
Disputó la Dauphiné para preparar el Tour, quedó 3.º en la sexta etapa y 9.º en la general final. Después se proclamó por segunda vez en su carrera campeón de España en ruta tras batir al esprint a Carlos Barbero y Jesús Herrada.
En el Tour de Francia, acudía como gregario de lujo para Nairo Quintana, pero sin descartar sus opciones. Ambos perdieron tiempo en la segunda etapa camino de Zélande debido a los abanicos producidos por el viento. Luego realizó grandes etapas en Los Pirineos que le hicieron instalarse 4.º en la general a tan solo 30" del tercero, Tejay Van Garderen. A su vez, Quintana era segundo a 3'09" de Chris Froome. Finalmente, consigue acabar 3.º en la general tras el abandono de Van Garderen y tras estar destacado en Los Alpes superando a sus máximos rivales como Vincenzo Nibali o Alberto Contador, subiendo por fin al podio de los Campos Elíseos. También subió al podio tras ganar con el Movistar la general por equipos. Inmediatamente después del Tour, corrió la Clásica de San Sebastián en la que fue 3.º tras Adam Yates y Philippe Gilbert.
Poco después, casi sin tiempo de recuperación corrió la Vuelta a España en la que partía de nuevo como jefe de filas junto con Nairo Quintana. Ganó la cuarta etapa en Vejer de la Frontera en un repecho que le venía de maravilla, por delante de otro especialista como Peter Sagan. Sin embargo, a partir de la segunda semana comenzó a sufrir debido al cansancio acumulado durante toda la temporada, quedándose prácticamente sin opciones de pódium. Finalmente fue 7.º en la general, quedándose fuera del podio tras tres años consecutivos en él. Su compañero Quintana tampoco estuvo en el podio al ser 4.º, aunque ambos subieron al podio como ganadores de la general por equipos y Valverde como ganador de la general de la regularidad.
Para acabar la temporada, Valverde tan solo pudo ser 5.º en el Campeonato del Mundo, disputado en Richmond, tras tres años seguidos subiendo al podio y 4.º en el Giro de Lombardía. No obstante, al igual que el año pasado, acabó ganando el UCI World Tour, a mejor ciclista del año.

#### 2016: primer Giro de Italia y reto Géminiani
Por primera vez en su carrera, Valverde planea la temporada 2016 enfocándose en correr el Giro de Italia como jefe de filas de su equipo. También correría el Tour de Francia, como gregario de Nairo Quintana y los Juegos Olímpicos de Río de Janeiro, siendo prácticamente imposible cualquier opción de participar en la Vuelta a España.
En su primera carrera de la temporada, fue 2.º en la carrera de su casa, la Vuelta a Murcia tras Philippe Gilbert. Una semana después, llegó como jefe de filas a la Vuelta a Andalucía. Valverde se adjudicó la etapa reina en el Alto de Peñas Blancas y acabó proclamándose finalmente por cuarta vez en su carrera vencedor de la Vuelta a Andalucía-Ruta del Sol. Luego tomó parte de otras carreras como Tirreno-Adriático o Milán-San Remo, en las que no destacó tanto como en Andalucía. En abril, disputó la Vuelta a Castilla y León, ganando las dos últimas etapas, y proclamándose ganador final de la misma con bastante holgura.
Luego llegarían un año más las Clásicas de las Ardenas, que tantas alegría han dado a Valverde. Empezó este año en la Flecha Valona, ya que no corrió la Amstel Gold Race, para aligerar su calendario. Volvió a ganar la clásica belga, e hizo historia al ser el único corredor en ganar esta prueba cuatro veces y en ser el segundo que logra tres victorias seguidas en esta carrera desde que lo consiguiera el belga Marcel Kint en 1945.

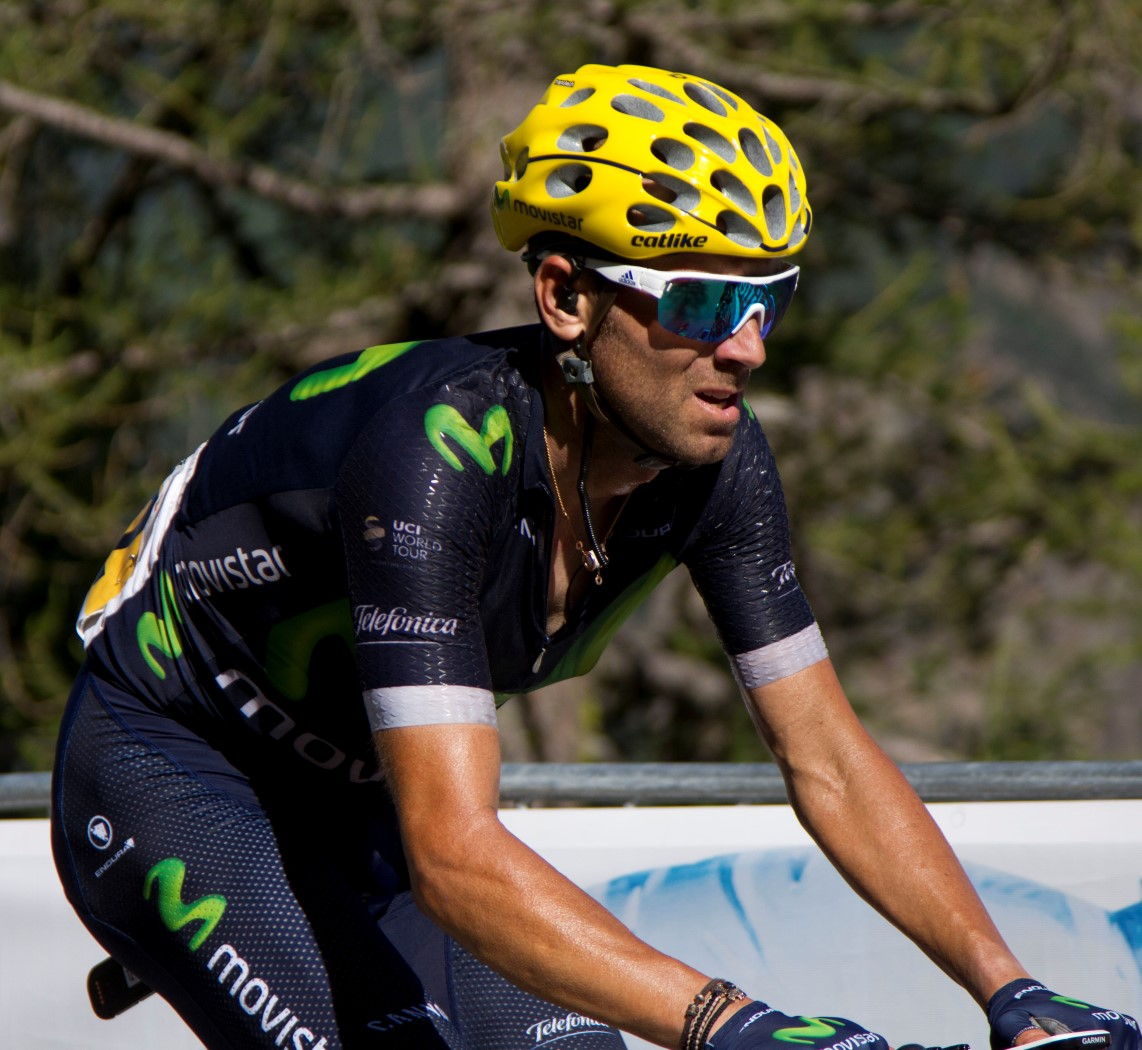
Valverde en el Tour de Francia 2016.

En el Giro de Italia quedó en tercera posición por detrás de Vincenzo Nibali y Esteban Chaves. Después de mucho sufrir consiguió el 3.er puesto en la última etapa de montaña. Además, consiguió ganar una etapa, la decimosexta entre Bresanona y Andalo, con lo que con esta victoria, logra ganar al menos una etapa en las tres grandes vueltas.
Tras un descanso de un mes, compitiendo solo en los campeonatos de España (en el que fue 3.º en contrarreloj), se plantaría en el Tour, con el principal objetivo de ayudar a Nairo Quintana a ganar su primer Tour. Lamentablemente, este objetivo no sería alcanzado, pero Alejandro conseguiría finalizar sexto en la Grand Boucle.
Dos semanas después del final del Tour, primero compitió en la Clásica de San Sebastián, donde fue de nuevo 3.º, y posteriormente en los Juegos Olímpicos de Río, uno de sus grandes objetivos de la temporada. Tras no encontrarse bien para ir con los mejores, trabajó para su compañero Joaquim Rodríguez, para que este intentara conseguir una medalla. No lo consiguió haciendo 5.º al final, y llevándose un diploma olímpico. Alejandro finalizaría 33.º.
El 20 de agosto empezaba la Vuelta en Termal. B. de Laias, Galicia. Su objetivo era claro, el reto Géminiani, que consiste en correr las 3 Grandes Vueltas, y finalizar entre los 10 primeros en las 3. Aguantó muy bien durante la primera semana, colocándose en tercer lugar tras Quintana y Froome, pero en la decimocuarta etapa (la etapa reina) finalizada en Aubisque, perdió mucho tiempo, por lo que se complicó la posibilidad de cumplir su reto. Finalmente no lo consiguió ya que fue 12.º en la general final, aunque se quedó muy cerca tras una remontada espectacular los últimos días. También perdió el maillot de la regularidad el último día en detrimento de Fabio Felline, aunque consiguieron la victoria en la general con Nairo Quintana.

#### 2017: nuevo doblete en las Ardenas, caída en el Tour y adiós a la temporada
Valverde centró esta temporada sus objetivos en las Clásicas de las Ardenas, en ayudar durante el Tour de Francia a Nairo Quintana, y sobre todo en la Vuelta a España, a la que acudiría como único líder del equipo. 
El murciano comenzó como un tiro la temporada. En febrero se impuso en la carrera de su casa, la Vuelta a Murcia, después de una exhibición en una etapa en la que atacó a 60 km, y llegó en solitario a la línea de meta. Días después, conquistó la Vuelta a Andalucía por quinta vez en seis años, arrebatándosela a Alberto Contador por un segundo y consiguiendo una etapa en la misma (la finalizada en Granada). La victoria global fue la 100.ª victoria en la carrera de Valverde.
Luego de una enfermedad, que le obligó a perderse la París-Niza, reapareció en la Volta a Cataluña, donde dio todo un espectáculo. Ganó las etapas tres, cinco y siete, y se adjudicó la general con más de un minuto de ventaja sobre Contador. Apenas dos semanas después, el Bala participó en la Vuelta al País Vasco. Ganó la quinta etapa y en la contrarreloj del último día aventaja por poco a corredores como Contador, Rigoberto Urán, Louis Meintjes o Michael Woods. No obstante, Valverde acabó la crono segundo, a 9 segundos de Primož Roglič y conquistó la carrera con 14 segundos de ventaja de nuevo sobre el pinteño; comenzando así de una manera inmejorable la temporada.
Luego se centró en las clásicas belgas. Puntualizó su espectacular dominio en la Flecha Valona en la que ganó de manera solvente su cuarto título consecutivo y el quinto en general. Unos días más tarde en la Lieja-Bastoña-Lieja, Valverde se defendió de un ataque tardío de Dan Martin y logró al esprint su cuarta victoria en el evento. Después de tomar tiempo libre de la carrera para entrenar 25 días en altitud en Sierra Nevada, Valverde corrió en el Critérium del Dauphiné, donde acabó noveno en la general a 4 minutos y 8 segundos del ganador Jakob Fuglsang.
Participó en el Tour de Francia para ayudar a su compañero Quintana a conquistar su primera ronda francesa. En la primera etapa, una contrarreloj individual, sufrió una caída debido a la lluvia y a las malas condiciones meteorológicas, por la que debió retirarse de la competición desde la primera etapa. Valverde sufrió una fractura de la rótula y del astrágalo izquierdo, que le mantendría alejado de las carreteras durante toda la temporada; en el que estaba siendo su mejor año con diferencia. El de Las Lumbreras no sufría un abandono en una carrera de tres semanas desde 2006, y además en el momento de la retirada era líder destacado de la clasificación UCI.

#### 2018: gregario de lujo en el Tour, jefe de filas en la Vuelta y campeón del Mundo
Valverde volvió a la competición en la Challenge Ciclsita a Mallorca a fines de enero de 2018. En la Vuelta a la Comunidad Valenciana, obtuvo su primera victoria después de su regreso, ganando la segunda etapa y a posteriori la clasificación general. El siguiente fin de semana, terminó segundo detrás de su compatriota Luis León Sánchez en la Vuelta a Murcia. Más tarde en febrero, Valverde se adjudicó la victoria general en el Tour de Abu Dhabi, además de adjudicarse una etapa, aventajando en 17 segundos al corredor neerlandés Wilco Kelderman del Team Sunweb. 
En marzo, Valverde corrió la clásica Strade Bianchi, sostenido parcialmente en caminos de grava bajo una lluvia torrencial. Terminó cuarto, a 1 minuto y 25 segundos del ganador Tiesj Benoot de Lotto Soudal. Más tarde, durante ese mes, Valverde ganó la Volta a Cataluña por tercera vez en su carrera. Valverde ganó la segunda y cuarta etapas durante la carrera, tomando el liderato de la carrera - y el maillot de las montaña también - hasta el final de la carrera, después de su segunda victoria de etapa. Terminó 29 segundos por delante de su rival más cercano, su compañero de equipo Nairo Quintana, después de que el compatriota colombiano de Quintana Egan Bernal (Team Sky) se cayera de la carrera el último día. En su siguiente carrera, la clásica adoquinada A través de Flandes, quedó en el 11.º puesto después de estar en la lucha por la victoria hasta la escapada del posteriormente ganador Yves Lampaert en los últimos kilómetros. 
Después de obtener la victoria en el Gran Premio Miguel Induráin seguido de un segundo lugar en la Klasika Primavera por detrás de su compañero Andrey Amador, comenzó su campaña en las Ardenas con el 5.º puesto en la carrera Amstel Gold Race, en la que nunca ha podido lograr la victoria. Tras 4 años de dominio en la clásica Flecha Valona, Valverde se tuvo que conformar con el segundo puesto detrás de Julian Alaphilippe.
En el mes de junio, durante la preparación para el Tour de Francia, Alejandro Valverde se llevó la general de la Ruta de Occitania así como una etapa. En el Tour de Francia realizaría la labor de gregario de lujo de sus compañeros Mikel Landa y Nairo Quintana. Tras un periodo de descanso se preparó para sus dos últimos objetivos de la temporada, la Vuelta a España y el Mundial en Ruta.

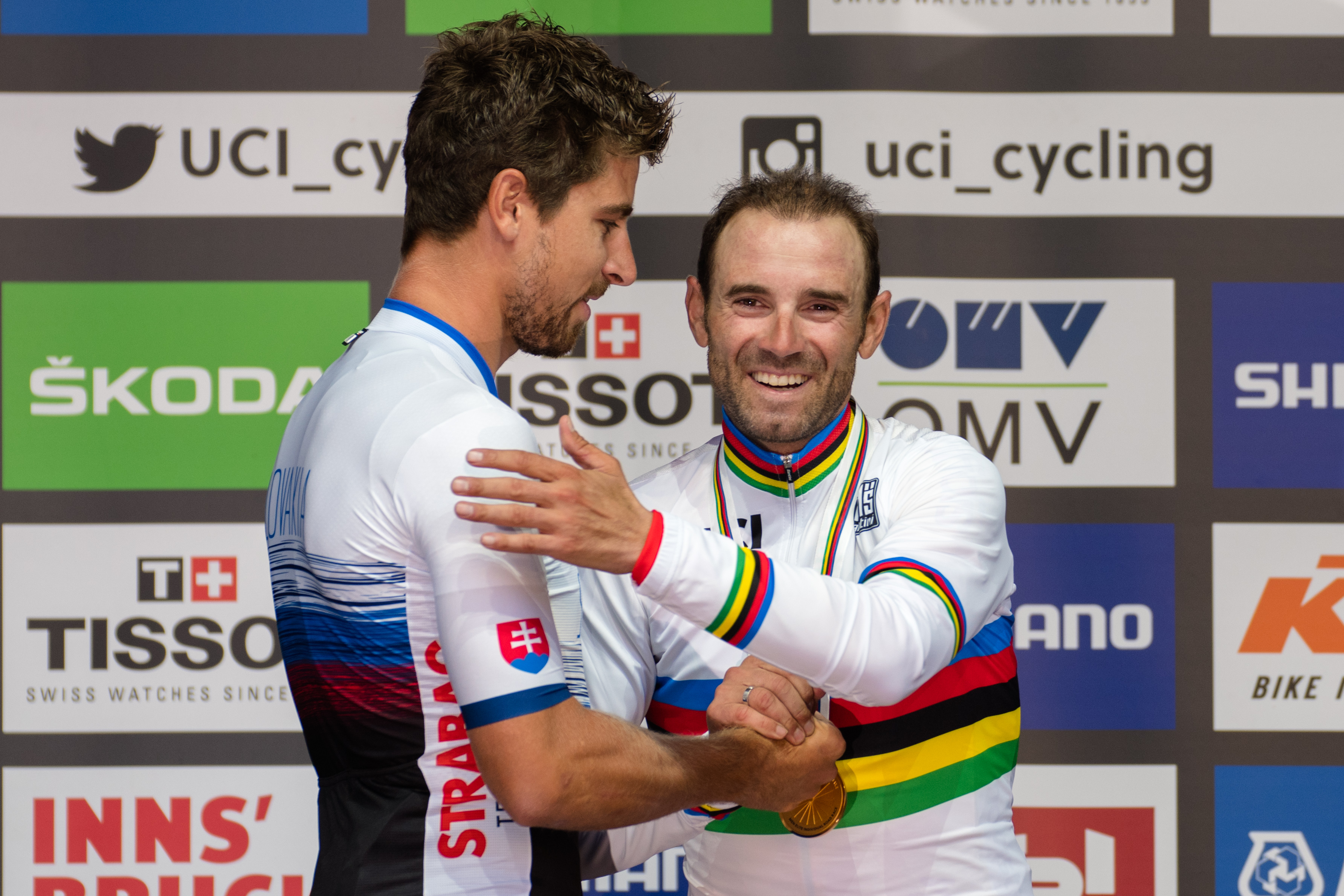
Valverde recibiendo la medalla de Oro de parte de Peter Sagan.

En esta edición de la Vuelta, Valverde partía con el objetivo de acompañar a Quintana y vencer en alguna etapa. El murciano cumplió con creces al llevarse dos triunfos parciales y convertirse en el líder de su escuadra, situándose en 2.ª posición antes de la etapa reina en Andorra. Finalmente ocupó la 5.ª plaza y venció la clasificación por puntos. Esta nueva victoria en la clasificación por puntos es la cuarta de su carrera deportiva en la Vuelta a España, consiguiendo igualar en esta clasificación el récord que ostentaban el irlandés Sean Kelly y el francés Laurent Jalabert.
El 30 de septiembre de 2018 se disputaba el Mundial en Ruta en Innsbruck, Austria y por fin llegaría el ansiado maillot arcoíris para el murciano al imponerse en el esprint final al francés Romain Bardet, al canadiense Michael Woods y al neerlandés Tom Dumoulin. Se trataba de su séptima medalla, récord total, y su primera de oro. Se proclamaría campeón del Mundo con 38 años sucediendo al tricampeón eslovaco Peter Sagan y convirtiéndose en el cuarto español en ganar un Mundial en la modalidad de ruta tras Abraham Olano, Igor Astarloa y Óscar Freire.

#### 2019: segundo en la Vuelta a España y abandono en el Mundial
Valverde obtuvo su primer gran resultado de 2019 con el maillot arcoíris de campeón del mundo cuando terminó segundo en la general de la Vuelta a la Comunidad Valenciana. Luego terminó segundo nuevamente, esta vez tras su paisano Luis León Sánchez, en la Vuelta a Murcia. En el UAE Tour, Valverde obtuvo su primera victoria de la temporada al ganar al esprint en el final de la etapa 3 en Jebel Hafeet a Primož Roglič, David Gaudu y Emanuel Buchmann. A su vez, terminó la carrera en el segundo lugar de la general tras el esloveno.
Durante las clásicas de primavera, Valverde corrió el Tour de Flandes, lo que significaba su primera participación en el monumento adoquinado. Terminó la carrera en octavo lugar. No obstante, el Bala tuvo un final difícil para su campaña de primavera. En la Flecha Valona, le picó una abeja durante la carrera y finalmente terminó 11.º. Y un accidente previo a la Lieja-Bastoña-Lieja resultó en un edema óseo. Valverde comenzó la carrera, sin saber la gravedad de su lesión, y luego abandonó durante el evento, siendo esta la primera vez que abandonaba en dicha clásica. Además, esta lesión le apartó de poder disputar el Giro de Italia que tenía pensado correr por segunda vez en su carrera. Durante la disputa de la misma, y la fase final de su recuperación, Valverde estuvo concentrado en Sierra Nevada.
Tras su recuperación, volvió a competir en la Ruta de Occitania, la cual se adjudicó. El 30 de junio, ganó el Campeonato de España de Ciclismo en Ruta por tercera vez en su carrera. En el Tour de Francia, terminó noveno en la general, siendo segundo en la penúltima etapa con final en Val Thorens. No obstante, su principal labor fue la de volver a ejercer de escudero de Landa y Quintana, los cuales nuevamente, no consiguieron el resultado esperado.
Tras eso, llegó la Vuelta a España, en la que volvía a compartir liderazgo de equipo con Quintana. Valverde obtuvo la victoria en la etapa 7 de la carrera, un final en alto en Mas de la Costa. Finalmente, terminaría la Vuelta en segundo lugar, a 2 minutos y 16 segundos del ganador Primož Roglič, a sus 39 años de edad.
Su último objetivo de la temporada era intentar revalidar el maillot de campeón del mundo en Yorkshire, en un recorrido que, a priori, no le favorecía. Además, en condiciones de mucha lluvia, Valverde abandonó durante el transcurso de la prueba. En su última carrera de la temporada, terminó segundo por detrás de Bauke Mollema en el Giro de Lombardía.

#### 2020: Año sin triunfos
La temporada ciclista de este año estuvo marcada por la pandemia de COVID-19, las restricciones para entrenar y la cancelación de una gran parte de las pruebas ciclistas del calendario nacional e internacional afectó a todos los ciclistas. No consiguió ninguna victoria pero logró acabar 12.º en el Tour de Francia y 10.º en la Vuelta a España. En ambas pruebas se dedicó principalmente a trabajar para los líderes del equipo.

#### Retirada, grava y seleccionador nacional
Anunció su retirada profesional en 2022, marcando el final a una era. Después se adentró en la grava con la creación de la sección de la modalidad del Movistar Team. En marzo de 2025 se confirmó que sería el nuevo seleccionador nacional durante cuatro años, siendo el Mundial de Ruanda la primera competición en la que ejercería dichas funciones.

## Palmarés

### Ruta
| 2003 - Challenge Vuelta a Mallorca - 1 etapa de la Vuelta al País Vasco - Klasika Primavera - 2 etapas del Trofeo Joaquim Agostinho - Clásica de Ordizia - 1 etapa de la Vuelta a Aragón - 3.º en la Vuelta a España, más 2 etapas y la clasificación de la combinada - 2.º en el Campeonato Mundial en Ruta 2004 - 2 trofeos de la Challenge Vuelta a Mallorca (Trofeo Manacor y Trofeo Cala Millor) - Vuelta a la Comunidad Valenciana, más 2 etapas - Vuelta a Murcia - 1 etapa de la Vuelta al País Vasco - Klasika Primavera - 3 etapas de la Vuelta a Castilla y León - Vuelta a Burgos, más 3 etapas - 2.º en el Campeonato de España en Ruta - 1 etapa de la Vuelta a España 2005 - Challenge Vuelta a Mallorca, más 2 trofeos (Trofeo Manacor y Trofeo Sóller) - 1 etapa de la París-Niza - 2 etapas de la Vuelta al País Vasco - 1 etapa del Tour de Francia - 2.º en el Campeonato Mundial en Ruta 2006 - 1 etapa de la Vuelta a Murcia - 1 etapa de la Vuelta al País Vasco - Flecha Valona - Lieja-Bastoña-Lieja - 1 etapa del Tour de Romandía - 2.º en la Vuelta a España, más 1 etapa - Amstel Curaçao Race - UCI ProTour - 3.º en el Campeonato Mundial en Ruta 2007 - Vuelta a la Comunidad Valenciana - Vuelta a Murcia, más 1 etapa - 1 etapa de la Clásica de Alcobendas - 1 etapa de la Vuelta a Burgos - 2.º en el Campeonato de España en Ruta 2008 - Vuelta a Murcia, más 1 etapa - París-Camembert - Lieja-Bastoña-Lieja - Critérium du Dauphiné Libéré, más 2 etapas - Campeonato de España en Ruta - 2 etapas del Tour de Francia - Clásica de San Sebastián - 1 etapa de la Vuelta a España - UCI ProTour 2009 - 2 etapas de la Vuelta a Castilla y León - Klasika Primavera - Volta a Cataluña, más 1 etapa - Critérium de la Dauphiné Libéré - 3.º en el Campeonato de España en Ruta - Vuelta a Burgos - Vuelta a España , más clasificación de la combinada - 2.º en UCI World Ranking \| Resultados anulados desde el 1/1/2010 al 31/12/2011 \| \| -------------------------------------------------------------------------------------------------- \| \| 2010 - Tour del Mediterráneo - 2 etapas de la Vuelta al País Vasco - Tour de Romandía, más 1 etapa \| 2012 - 1 etapa del Tour Down Under - Vuelta a Andalucía, más 1 etapa - 1 etapa de la París-Niza - 1 etapa del Tour de Francia - 2.º en la Vuelta a España, más 2 etapas, clasificación por puntos y la clasificación de la combinada - 3.º en el Campeonato Mundial en Ruta | 2013 - Trofeo Sierra de Tramontana, Deyá-Lluch - Vuelta a Andalucía, más 2 etapas - 3.º en la Vuelta a España y clasificación por puntos - 3.º en el Campeonato Mundial en Ruta - 3.º en UCI WorldTour 2014 - Vuelta a Andalucía, más 3 etapas - Vuelta a Murcia - Roma Maxima - Gran Premio Miguel Induráin - Flecha Valona - Campeonato de España Contrarreloj - 2.º en el Campeonato de España en Ruta - Clásica de San Sebastián - 3.º en la Vuelta a España, más 1 etapa - 3.º en el Campeonato Mundial en Ruta - UCI WorldTour 2015 - Trofeo Serra de Tramuntana - 3 etapas de la Volta a Cataluña - Flecha Valona - Lieja-Bastoña-Lieja - Campeonato de España en Ruta - 3.º en el Tour de Francia - 1 etapa de la Vuelta a España, más clasificación por puntos - UCI WorldTour 2016 - Vuelta a Andalucía, más 1 etapa - Vuelta a Castilla y León, más 2 etapas - Flecha Valona - 3.º en el Giro de Italia, más 1 etapa - 3.º en el Campeonato de España Contrarreloj 2017 - Vuelta a Murcia - Vuelta a Andalucía, más 1 etapa - Volta a Cataluña, más 3 etapas - Vuelta al País Vasco, más 1 etapa - Flecha Valona - Lieja-Bastoña-Lieja - 2.º en el Campeonato de España en Ruta 2018 - Vuelta a la Comunidad Valenciana, más 2 etapas - Tour de Abu Dhabi, más 1 etapa - Volta a Cataluña, más 2 etapas - Gran Premio Miguel Induráin - Ruta de Occitania, más 1 etapa - 2.º en el Campeonato de España en Ruta - 2 etapas de la Vuelta a España, más clasificación por puntos - Campeonato Mundial en Ruta - UCI World Ranking 2019 - 1 etapa del UAE Tour - Ruta de Occitania, más 1 etapa - Campeonato de España en Ruta - 2.º en la Vuelta a España, más 1 etapa - Copa de España 2020 - Copa de España 2021 - Gran Premio Miguel Induráin - 1 etapa del Critérium del Dauphiné - 1 etapa del Giro de Sicilia 2022 - Trofeo Pollensa-Puerto de Andrach - O Gran Camiño, más 1 etapa |
| Resultados anulados desde el 1/1/2010 al 31/12/2011 | |
| 2010 - Tour del Mediterráneo - 2 etapas de la Vuelta al País Vasco - Tour de Romandía, más 1 etapa | |

### Grava
2024
- 2.º en el Campeonato de España

## Resultados
Durante su carrera deportiva ha conseguido los siguientes puestos en Grandes Vueltas, vueltas menores y carreras de un día:

### Grandes Vueltas
| Carrera | Carrera         | 2002 | 2003 | 2004 | 2005 | 2006 | 2007 | 2008 | 2009 | 2010 | 2011 | 2012 | 2013 | 2014 | 2015 | 2016 | 2017 | 2018 | 2019 | 2020 | 2021 | 2022 |
| ------- | --------------- | ---- | ---- | ---- | ---- | ---- | ---- | ---- | ---- | ---- | ---- | ---- | ---- | ---- | ---- | ---- | ---- | ---- | ---- | ---- | ---- | ---- |
|         | Giro de Italia  | —    | —    | —    | —    | —    | —    | —    | —    | —    | —    | —    | —    | —    | —    | 3.º  | —    | —    | —    | —    | —    | 11.º |
|         | Tour de Francia | —    | —    | —    | Ab.  | Ab.  | 6.º  | 8.º  | —    | —    | —    | 20.º | 8.º  | 4.º  | 3.º  | 6.º  | Ab.  | 14.º | 9.º  | 12.º | 24.º | —    |
|         | Vuelta a España | Ab.  | 3.º  | 4.º  | —    | 2.º  | —    | 5.º  | 1.º  | —    | —    | 2.º  | 3.º  | 3.º  | 7.º  | 12.º | —    | 5.º  | 2.º  | 10.º | Ab.  | 13.º |

### Vueltas menores
| Carrera | Carrera                | 2002 | 2003  | 2004 | 2005 | 2006 | 2007 | 2008 | 2009 | 2010 | 2011 | 2012 | 2013 | 2014 | 2015 | 2016 | 2017 | 2018 | 2019 | 2020 | 2021 | 2022 |
| ------- | ---------------------- | ---- | ----- | ---- | ---- | ---- | ---- | ---- | ---- | ---- | ---- | ---- | ---- | ---- | ---- | ---- | ---- | ---- | ---- | ---- | ---- | ---- |
|         | Tour Down Under        | —    | —     | —    | —    | —    | —    | —    | —    | 19.º | —    | 2.º  | —    | —    | —    | —    | —    | —    | —    | —    | X    | X    |
|         | París-Niza             | —    | —     | —    | 2.º  | —    | —    | —    | —    | 2.º  | —    | 3.º  | —    | —    | —    | —    | —    | —    | —    | —    | —    | —    |
|         | Tirreno-Adriático      | —    | 119.º | —    | —    | —    | —    | —    | —    | —    | —    | —    | —    | —    | —    | 18.º | —    | —    | —    | —    | —    | —    |
|         | Volta a Cataluña       | 34.º | —     | 33.º | 80.º | —    | —    | —    | 1.º  | —    | —    | Ab.  | Ab.  | —    | 2.º  | —    | 1.º  | 1.º  | 10.º | X    | 4.º  | Ab.  |
|         | Vuelta al País Vasco   | 47.º | 5.º   | 6.º  | 28.º | 2.º  | 5.º  | —    | —    | 2.º  | —    | —    | —    | 5.º  | —    | —    | 1.º  | —    | —    | X    | 7.º  | —    |
|         | Tour de Romandía       | 24.º | —     | —    | —    | 3.º  | —    | —    | 4.º  | 1.º  | —    | —    | 9.º  | —    | —    | —    | —    | —    | —    | X    | —    | —    |
|         | Critérium del Dauphiné | —    | —     | —    | —    | 7.º  | Ab.  | 1.º  | 1.º  | —    | —    | —    | 7.º  | —    | 9.º  | —    | 9.º  | —    | —    | 12.º | 14.º | —    |
|         | Vuelta a Suiza         | —    | —     | —    | Ab.  | —    | —    | —    | —    | —    | —    | 9.º  | —    | —    | —    | —    | —    | —    | —    | X    | —    | —    |

### Clásicas, Campeonatos y JJ. OO.
| Carrera               | Carrera               | 2002          | 2003          | 2004 | 2005          | 2006          | 2007          | 2008 | 2009          | 2010          | 2011          | 2012 | 2013          | 2014          | 2015          | 2016 | 2017          | 2018          | 2019          | 2020          | 2021 | 2022 |
| --------------------- | --------------------- | ------------- | ------------- | ---- | ------------- | ------------- | ------------- | ---- | ------------- | ------------- | ------------- | ---- | ------------- | ------------- | ------------- | ---- | ------------- | ------------- | ------------- | ------------- | ---- | ---- |
| Strade Bianche        | Strade Bianche        | X             | X             | X    | X             | X             | —             | —    | —             | —             | —             | —    | 13.º          | 3.º           | 3.º           | 10.º | —             | 4.º           | —             | —             | 47.º | 2.º  |
|                       | Milán-San Remo        | 130.º         | 54.º          | —    | 33.º          | 24.º          | —             | —    | —             | —             | —             | —    | —             | —             | 20.º          | 15.º | —             | —             | 7.º           | —             | —    | —    |
| A Través de Flandes   | A Través de Flandes   | —             | —             | —    | —             | —             | —             | —    | —             | —             | —             | —    | —             | 36.º          | —             | —    | —             | 11.º          | 31.º          | X             | —    | —    |
| E3 Saxo Bank Classic  | E3 Saxo Bank Classic  | —             | —             | —    | —             | —             | —             | —    | —             | —             | —             | —    | —             | 63.º          | —             | —    | —             | —             | —             | X             | —    | —    |
|                       | Tour de Flandes       | —             | —             | —    | —             | —             | —             | —    | —             | —             | —             | —    | —             | —             | —             | —    | —             | —             | 8.º           | —             | —    | —    |
| Amstel Gold Race      | Amstel Gold Race      | Ab.           | —             | —    | 13.º          | 23.º          | 6.º           | 3.º  | 21.º          | —             | —             | 22.º | 2.º           | 4.º           | 2.º           | —    | 19.º          | 5.º           | 65.º          | X             | 5.º  | —    |
| Flecha Valona         | Flecha Valona         | —             | —             | —    | 39.º          | 1.º           | 2.º           | 21.º | 7.º           | 8.º           | —             | 46.º | 7.º           | 1.º           | 1.º           | 1.º  | 1.º           | 2.º           | 11.º          | —             | 3.º  | 2.º  |
|                       | Lieja-Bastoña-Lieja   | —             | —             | —    | 33.º          | 1.º           | 2.º           | 1.º  | 19.º          | 3.º           | —             | Ab.  | 3.º           | 2.º           | 1.º           | 16.º | 1.º           | 13.º          | Ab.           | —             | 4.º  | 7.º  |
| Clásica San Sebastián | Clásica San Sebastián | 157.º         | —             | 61.º | —             | 8.º           | 2.º           | 1.º  | 16.º          | —             | —             | 26.º | 2.º           | 1.º           | 3.º           | 3.º  | —             | —             | 10.º          | X             | —    | Ab.  |
|                       | Giro de Lombardía     | —             | 39.º          | —    | 12.º          | Ab.           | —             | —    | —             | —             | —             | —    | 2.º           | 2.º           | 4.º           | 6.º  | —             | 11.º          | 2.º           | —             | 5.º  | 6.º  |
| JJ. OO. (Ruta)        | JJ. OO. (Ruta)        | No se disputó | No se disputó | 47.º | No se disputó | No se disputó | No se disputó | 13.º | No se disputó | No se disputó | No se disputó | 18.º | No se disputó | No se disputó | No se disputó | 30.º | No se disputó | No se disputó | No se disputó | No se disputó | 42.º | ND   |
| Mundial en Ruta       | Mundial en Ruta       | —             | 2.º           | 6.º  | 2.º           | 3.º           | 57.º          | 37.º | 9.º           | —             | —             | 3.º  | 3.º           | 3.º           | 5.º           | —    | —             | 1.º           | Ab.           | 8.º           | —    | —    |
| España en Ruta        | España en Ruta        | —             | —             | 2.º  | —             | —             | 2.º           | 1.º  | 3.º           | —             | —             | —    | 6.º           | 2.º           | 1.º           | 4.º  | 2.º           | 2.º           | 1.º           | —             | —    | —    |
| España CRI            | España CRI            | —             | —             | —    | —             | —             | —             | —    | —             | —             | —             | —    | 4.º           | 1.º           | —             | 3.º  | —             | 4.º           | —             | —             | —    | —    |

 —: No participa

Ab.: Abandona

X: Ediciones no celebradas

## Récords y marcas personales
- Ciclista con más victorias en la Vuelta a Andalucía (5 victorias).
- Ciclista con más victorias en la Vuelta a Murcia (5 victorias).
- Ciclista con más victorias en la Vuelta a la Comunidad Valenciana (3 victorias).
- Ciclista con más victorias en la Flecha Valona (5 victorias).[66]
- Ciclista con más dobletes en la historia de las clásicas de las Ardenas (Flecha Valona y Lieja-Bastoña-Lieja en 2006, 2015 y 2017).
- Primer y único ciclista español en ganar la Lieja-Bastoña-Lieja.
- Segundo ciclista en la historia con más victorias en las clásicas de las Ardenas (9 victorias: 5 Flecha Valona y 4 Lieja-Bastoña-Lieja).
- Ciclista en la historia con más podios en las clásicas de las Ardenas (19 podios).
- Ciclista con más medallas conseguidas en los mundiales en ruta (7 medallas).[67]
- Decimosexto corredor en la historia en subirse al podio en las tres Grandes Vueltas por etapas (solo 18 lo han logrado)[68]
- Ciclista con más maillot de la clasificación por puntos  de la Vuelta a España (4 maillots), empatado con Sean Kelly y Laurent Jalabert.
- Ciclista que más veces ha terminado n.º 1 de la clasificación UCI (5 veces), empatado con Sean Kelly.

## Premios y reconocimientos
- 1.º en la Bicicleta de Oro 2018, 2.º en la Bicicleta de Oro 2006 y 3.º en la Bicicleta de Oro 2014.
- Mejor deportista de la Región de Murcia 2009, 2013,[69] 2014.
- Premio AS del deporte, con Alberto Contador y Joaquim Rodríguez: Podio de la Vuelta Ciclista a España (2012).
- Premio BIBE 2014.[70]
- Premio de la Asociación Española de la Prensa Deportiva (AEPD) 2014, 2015, 2017 y 2018.
- Medalla de Oro de la Real Orden del Mérito Deportivo 2014.
- Medalla de Oro de la Región de Murcia 2016.
- Hijo predilecto de Murcia.
- Hijo adoptivo de Granada.
- TOP Ciclo 21 2015, 2016, 2017, 2018 y 2019.[71]
- Premio GOOD PEOPLE COTIF 2023[72]

## Equipos
- Kelme/Comunitat Valenciana (2002-2004)
  - Kelme-Costa Blanca (2002-2003)
  - Comunitat Valenciana-Kelme (2004)
- Illes Balears/Caisse d'Epargne/Movistar (2005-2010, 2012-2022)
  - Illes Balears-Caisse d'Epargne (2005)
  - Caisse d'Epargne-Illes Balears (2006)
  - Caisse d'Epargne (2007-2010)
  - Movistar Team (2012-2022)